# Free Software Foundation Europe
Free Software Foundation Europe（略称FSFE）は、米国に活動基盤を持つフリーソフトウェア財団（Free Software Foundation, 略称FSF）の欧州における公式の姉妹団体として、欧州における自由ソフトウェアのあらゆる事柄に対処するため、2001年に設立された団体である。FSFとFSFEは財政面かつ法律面から見て異なる団体として扱われる。
FSFEは、ソフトウェアを入手しコントロールすることこそがデジタル社会に参加できることを決める、と考えている。それゆえ、自由ソフトウェアの定義に記述されているように、ソフトウェアを自由に利用し、複製し、改変と再頒布を行うことの出来る自由という権利は、誰もが等しく情報化時代に参入できる条件として必要であるとされる。

## 目的
FSFEは自由ソフトウェアの推進そのものだけではなく、それが生み出す倫理性、思想性、社会性、政治性そして商業的価値を高めることも論ずるため、政治的、法的、社会的活動を行うことに注力している。とりわけ以下の活動がその例に挙げられる。
- 政治家や報道機関と意見を交換することにより、自由ソフトウェアをヨーロッパを基軸にしたグローバルな資産の中心になるよう、政治的に促進する動きを活発に行っている。
- 自由ソフトウェアの目的と価値に対立する、法的かつ政治的な動きに影響を与えるべく、追求や探求を行っている。
- 自由ソフトウェアに関するあらゆる事柄について、人々の交流の機会を設け、見識ある助言を与える。
- 自由ソフトウェアの領域において多くの大学などで活発な活動を行っている法曹関係者と密に行動し、法律的言説の支持を受け、またそれに影響を与えるべく活動する。また、自由ソフトウェアの法的な保障を最大化するためヨーロッパ中の法律専門家と協力する。
- 自由ソフトウェアにおけるプロジェクト、特にGNUプロジェクトのサポートを行い、その調整役を務め、またそれ自身の開発に貢献する。また、自由ソフトウェアの開発者にコンピュータ・リソースを提供し、彼らが開発を続けられるよう尽力する。
- 企業が自由ソフトウェアを基にしたビジネスモデルを開発できるよう、もしくは既存のビジネスモデルをそれに適合できるよう援助する。FSFEは、これら企業に自由ソフトウェアへの発展を促す。また、企業が自由ソフトウェアを基にして商業的に成功できるようにするため、FSFEは自由ソフトウェアの市場拡大を試みている。
- 自由ソフトウェア領域におけるその他の指導者との調整や連携を援助する。

## プロジェクトの例

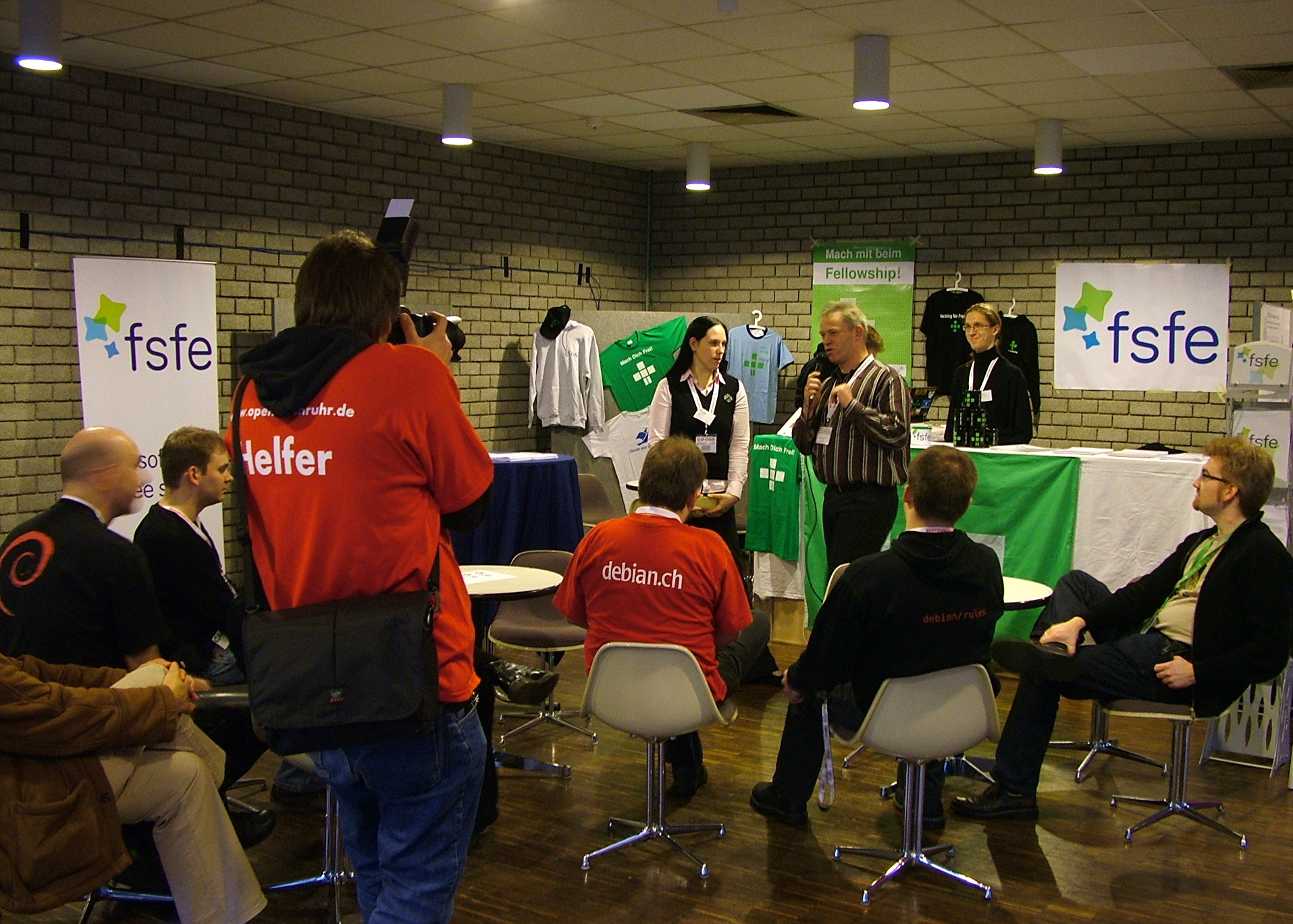
ドイツ、ボトロップで開催されたOpenRheinRuhr(オープン・ライン・ルール)におけるFSFEの代表者ら。

ヨーロッパにおけるソフトウェア特許FSFEによると、ヨーロッパにおけるソフトウェア特許のプロセスは現在、欧州特許庁とアメリカ合衆国の大企業の利益を代表するビジネス・ソフトウェア・アライアンス（BSA）を取り巻くロビー活動により活発に推し進められている、とされる。FSFEはソフトウェア特許を社会と経済に対する脅威として捉えており、そのような計画に対して活発な抵抗運動を行っている。
欧州連合対マイクロソフトの訴訟2001年、欧州連合は、欧州委員会(自由)競争担当委員のマリオ・モンティが統括する、競争総局を通じ、デスクトップオペレーティングシステムにおけるマイクロソフトの独占的地位に関して調査を開始した。FSFEは欧州委員会に招聘され、自由ソフトウェア運動の見地から意見を表明した。2004年、FSFEは、欧州委員会決定に対する上訴（抗告）を行う第三者的訴訟参加者（intervening third party）として認められ、また、Sambaの代理人としても認められた。ただし、終始議事を活発にするため、調査者2人のみのうち1人が当団体の人物だった。当団体は、精力的なボランティア、とりわけ、Sambaの主要開発者であるアンドリュー・トリジェル、ジェレミー・アリソン、フォルカー・レンデッケ（Volker Lendecke）そして3人の弁護士でもあるカルロ・ピアナのおかげで法廷に有力な証拠を提出できた。この判例は現在、欧州の反トラストにおける主要な判例の一つして重視されている。
世界知的所有権機関のオブザーバー世界知的所有権機関（World Intellectual Property Organisation: WIPO）は国際連合の16の専門機関の内の1つである。その役目は、知的財産の制限的な独占に関し異なる側面を扱っている23の国際条約を管理、運営することにある。FSFEは、WIPOのオブザーバーとして、また、目的を共有する他のプレイヤーと国際的に連携して、WIPOを“World Intellectual Wealth Organisation”に再構成することを目指し活動している。
Freedom Task Force（FTF）FSFEの法的プロジェクトである。FSFEは本プロジェクトについて次のように述べている。「Freedom Task Force（FTF）は、個人、プロジェクトそして企業が、自由ソフトウェアとそれが与える機会を理解する助けとなる法的基盤プロジェクトです。FTFは自由ソフトウェアライセンスにまつわる問題に焦点を主に当てており、FSFEの法的業務を扱っています。我々の目標は、自由ソフトウェアの正しい利用法を皆さんにお教えすることです。」
FSFEは毎月彼らの活動を公開するニュースレターを英語、フランス語、ドイツ語、イタリア語、スペイン語で発行している。

## 団体構成
FSFEは以下の文で始まる"Self-Conception"（「組織理念」）を公表している。

    "The people of the Free Software Foundation Europe (FSFE), see ourselves as Europeans
      from different cultures with the shared goal of co-operation  across cultures and of
      developing a common culture of co-operation from a regional to a global level.
     We form a non-profit non-governmental organisation and network that itself is part of
      a global network of people with common goals and visions. We are not representative for
      anyone but ourselves and our work. Our common work and dedication to freedom in all
      aspects of digital society is what defines us."

参考訳:

「私達Free Software Foundation Europe（FSFE）は、自分たちを異なる文化の出身であるヨーロッパ人であり、諸文化に渡って協力し、またローカルからグローバルな水準へと、協力する共通の文化を発展させるという目的を共有する人間だと考えています。私達は、非営利かつ非政府的組織、そして共通の目的や未来像をもつ人々とのグローバルな繋がりの基となるネットワークを作り上げます。また、私達は誰かの利益を代表するものではなく、自分達自身そして自分達の仕事に責任を持ちます。私たちの共通の仕事と、デジタル社会の全ての側面における自由への情熱、これにより私達は定義されるのです。」

内部的な構成を見ると、FSFEはコンセンサス志向であり、個々人の作業参加並びに実施する意思により決定されるチーム構成を有する。コンセンサスによるアプローチが結果を生み出さないときや、素早い意思決定が要求されているときには民主制や代議制を模したシステムが代替的に用いられる。

### 法的構造
FSFEは中央に「ハブ」（"Hub"）組織を置き、また場合によっては各地方には「チャプター」（"Chapters"）と呼ばれる法的団体を有するモジュール式の構造を持つ。ハブは慈善活動団体（‚eingetragener Verein‘, 略称e.V.）であり、ドイツに登録されている（ただドイツが選ばれた特別な理由は無い）。
FSFEは他のFSF関係の団体（FSF、FSFI、FSFLA）だけでなく、他の団体とも公式に協力関係にある。多くは国家レベルで活動している自由ソフトウェア団体である。

### 人物
FSFEの現在の代表（President）は、カールシュテン・ゲルロフ（Karsten Gerloff）、副代表（Vice-President）はフェルナンダ・G・ヴァイデンである。創設時の代表は、ゲオルク・C・F・グレーフェである。当団体は数ヶ国のチームで構成され、欧州にあるFSFE European core teamが調整を行っている。

### 受賞歴
2010年、FSFEは情報化社会の自由への取り組みを称えられ、「テオドール・ホイス勲章」（"Theodor Heuss Medal"）をオックスファムと共同で授与されている。この勲章は、旧西ドイツ初代大統領テオドール・ホイスにちなみ名付けられた公正中立の財団法人、テオドール・ホイス財団により、毎年シュトゥットガルトにて授与される。